# Álvaro IV van Kongo
Álvaro IV van Kongo, ook bekend als Álvaro IV Nzinga a Nkuwu, was Mwene Kongo van het koninkrijk Kongo van 1631 tot 1636.

## Levensloop
Hij was de laatste monarch uit het huis Kwilu, dat – met slechts één onderbreking – sinds 1567 over het koninkrijk had geregeerd. Als zoon van Álvaro III besteeg hij de troon op dertienjarige leeftijd, in een periode van grote onrust binnen het rijk. Zonder de tussenkomst van de toekomstige koningen Álvaro VI en Garcia II, had zijn regeerperiode waarschijnlijk veel korter geduurd.
Vijf jaar na zijn troonsbestijging trok de hertog van Mbamba, Daniel da Silva, op naar de hoofdstad São Salvador, zogenaamd om zijn "neef te beschermen tegen buitenstaanders". Koning Álvaro IV vluchtte samen met zijn beschermers, waarna zij een hevige strijd leverden tegen da Silva’s troepen in een moerasgebied. Onder leiding van de broers Álvaro en Garcia uit de Lukeni-Kanda wisten de koninklijke troepen de vijand te verslaan, waarna de koning opnieuw op de troon werd gezet.
In 1636 stierf Álvaro IV door vergiftiging. Hij werd opgevolgd door Álvaro V, een neef van de Lukeni-broers, waarmee de troon overging naar het Huis Kimpanzu.